# Winter Garden Atrium

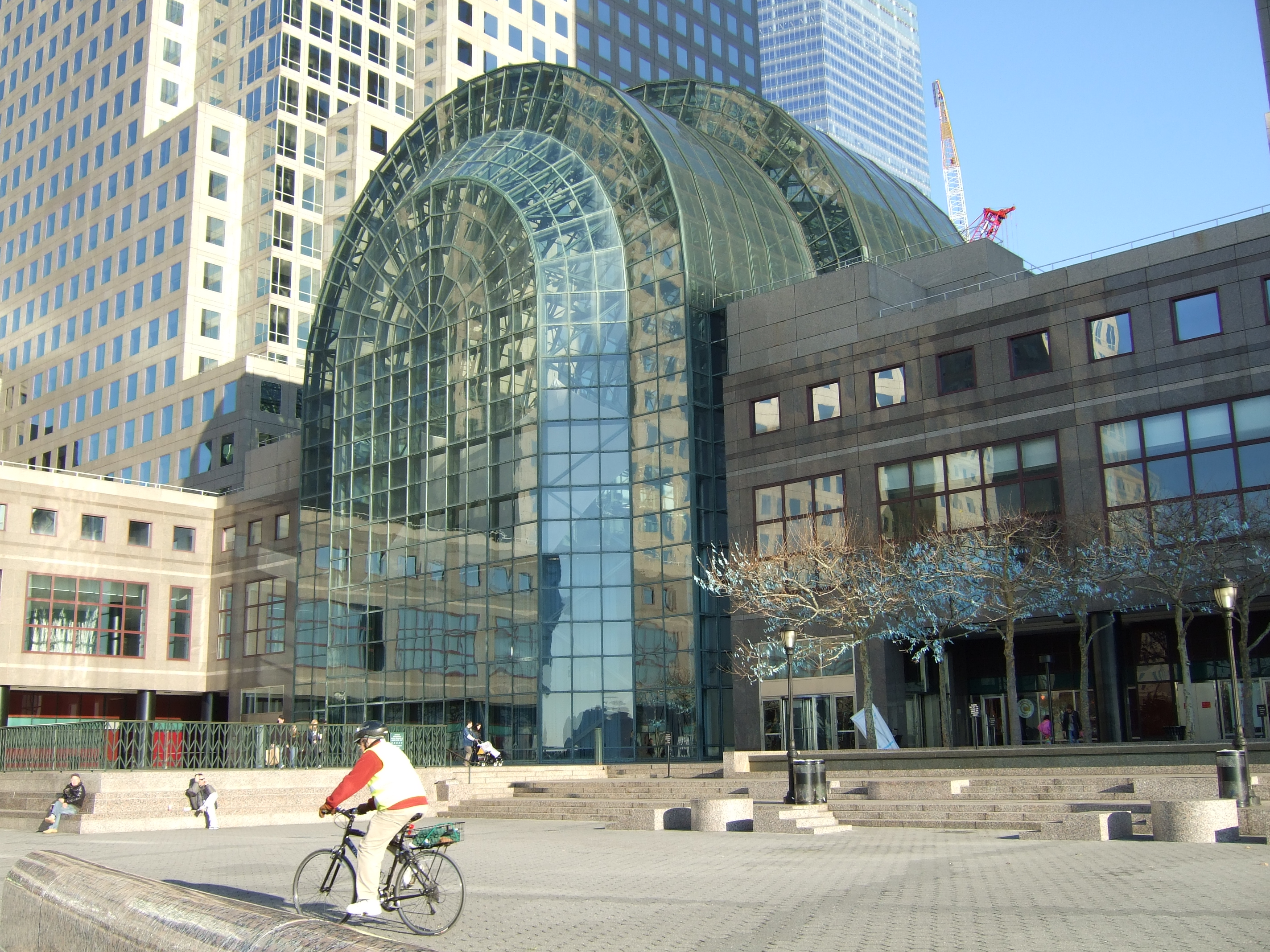
Het Winter Garden Atrium in 2009

Winter Garden Atrium, vaker kortweg als Winter Garden aangeduid, is een oranjerie uit 1988 die tot Brookfield Place in de New Yorkse wijk Battery Park City (Manhattan) behoort en huisvest een winkelcentrum sinds 2015, alsmede tal van horecazaken en een evenementenhal. De tuin is 37 meter hoog.

## Geschiedenis

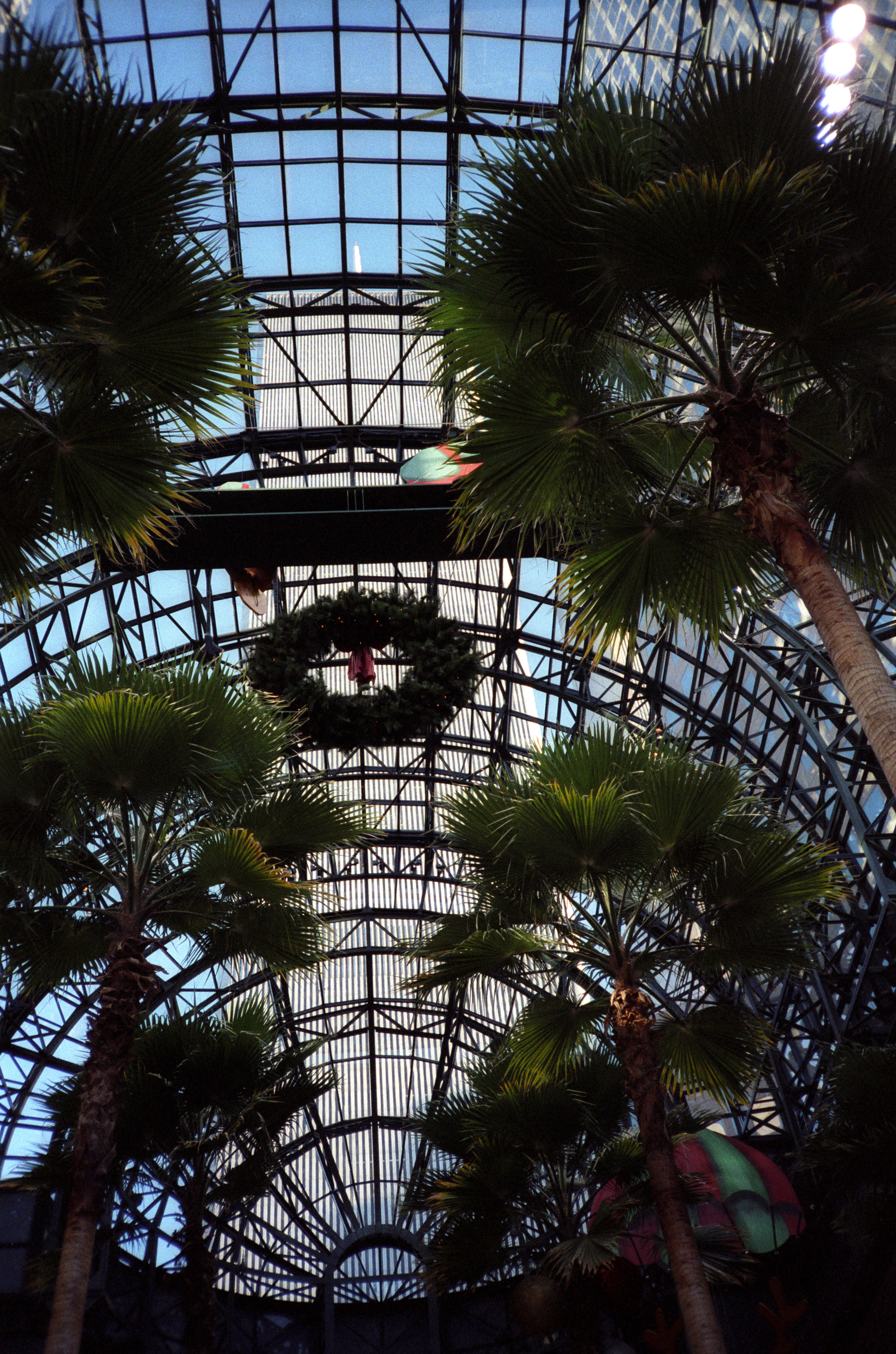
Winter Garden in december 1988. De North Tower van het World Trade Center (het One World Trade Center) is te zien door het dak.

In 1985 werd Winter Garden Atrium ontworpen door de Argentijns-Amerikaanse architect César Pelli (1926–2019) en diens echtgenote, landschapsarchitecte Diana Balmori (1932–2016). De achterzijde van het gebouw staat in verbinding met World Financial Plaza, de kade van de Hudson en de jachthaven North Cove Harbour.
In de wintertuin, 10 verdiepingen en 37 meter hoog, bevinden zich een winkelcentrum en een baaierd aan palmbomen van de soort Washingtonia, verschillende plantensoorten en horeca. Het gebouw met glazen gewelf staat aan West Street en is een ontwerp van César Pelli die, behalve de handelsbeurs New York Mercantile Exchange (NYMEX) uit 1997, het World Financial Center in zijn geheel ontwierp.
Het in 1988 voltooide atrium had een kostenplaatje van $ 60 miljoen. De oranjerie was zowel ten noorden als ten zuiden verbonden met het voormalige World Trade Center door twee 120 meter lange voetgangersbruggen over West Street naar een ontwerp van César Pelli.
Het World Trade Center en de noordelijke voetgangersbrug aan Vesey Street werden vernietigd bij de aanslagen van 11 september 2001. De zuidelijke brug van hetzelfde ontwerp, aan Liberty Street, verbindt het complex met Liberty Park sinds 2016. Het atrium werd zwaar beschadigd doordat bijna alle glazen ramen werden uitgeblazen door stofwolken en puin veroorzaakt door de instorting van de Twin Towers (met betrekking tot de wintertuin vooral deze van de North Tower).
Een paviljoen werd gebouwd na grootschalige renovatiewerken aan het World Financial Center, maar dit werd pas in 2013 geopend. Voor de wederopbouw waren 2.000 glasplaten, 5.400 m² marmeren vloeren en trappen en zestien, 12 meter hoge Washingtonia's vereist voor een bedrag van $ 50 miljoen.
Winter Garden [en het World Financial Center] werd heropend op 17 september 2002 en was de eerste grote structuur die volledig werd hersteld na de aanslagen. Zittend president George W. Bush was aanwezig bij de heropeningsceremonie.

## Evenementen
Sinds de bouw ervan organiseerde men in het atrium verschillende concerten en symfonieën als onderdeel van de World Financial Center Series. Bij de heropening in 2002 organiseerde men een productie van The Downtown Messiah, een moderne interpretatie van Händels klassieke oratorium.
In het voorjaar van 2003 werd een tentoonstelling over de wederopbouw van het World Trade Center geïnstalleerd door de Lower Manhattan Development Corporation, waarbij ontwerpen voor het nieuwe hoofdgebouw gepresenteerd werden. Deze tentoonstelling bevatte vroege schetsen van de huidige maar uiteindelijk hernoemde Freedom Tower door de Amerikaans-Poolse architect Daniel Libeskind. Later dat jaar mochten acht finalisten hun definitieve versies onthullen en tentoonstellen in het atrium.
Winter Garden Atrium is nog steeds een bloeiende locatie voor kunst en amusement, maar ook voor filmvoorstellingen van het Tribeca Film Festival.

## Trivia
- In het computerspel Grand Theft Auto IV maakt een zeer hoge, gemodificeerde versie deel uit van de skyline van de fictieve stad Liberty City als onderdeel van een complex genaamd WTF Center.[3]